# Javorje (Vlasotince)
Javorje (Vlasotince) (em cirílico: Јаворје) é uma vila da Sérvia localizada no município de Vlasotince, pertencente ao distrito de Jablanica, na região de Vlasina. Não havia nenhum habitante na vila segundo o censo de 2011.

## Demografia
| 1948 | 1953 | 1961 | 1971 | 1981 | 1991 | 2002 | 2011 |
| ---- | ---- | ---- | ---- | ---- | ---- | ---- | ---- |
| 185  | 175  | 182  | 171  | 26   | 14   | 1    | 0    |